# Lee Priest
Lee Andrew McCutcheon (n. 6 iulie 1972, Newcastle, New South Wales, Noul Wales de Sud, Australia) este un culturist profesionist de origine australiană, fost membru al Federației Internaționale a Culturiștilor și membru curent al Asociației Naționale a Culturiștilor Amatori⁠(d) (NABBA).

## Biografie
Lee Priest s-a născut și copilărit în Wallsend, Australia. Acesta a început să practice culturismul încă de la vârsta de 12 ani fiind influențat de străbunicul său. De asemenea, mama sa participa la competiții de culturism. Priest a participat pentru prima dată la un concurs la vârsta de 13 ani. A continuat să participe și să câștige numeroase competiții, printre care și IFBB Mr. Australia la vârsta de 16, 17, 18 și 19 ani. Este cunoscut ca fiind cel mai tânăr culturist care a trecut la categoria profesionistă la vârsta de 20 de ani.
Priest a avut o carieră de succes în cadrul IFBB timp de 16 ani. În 2006 a câștigat The IronMan Pro. După o absență de 7 ani, Priest a revenit pe scena profesionistă în 2013 la NABBA Mr. Universe unde a câștigat titlul la categoria începători.

## Statistici
- Nume: Lee Priest
- Locație: Newcastle, Australia[1]
- Născut: 6 iulie 1972[1]
- Inaltime: 163cm
- Greutatea concurenței:  89 - 93  kg
- Brațe:  56 cm
- Piept: 147cm
- Talie: 76cm
- Cvadriceps: 77cm

## Premii
- 1986 school boys classic Sydney - Locul I
- 1986 school boys Newcastle Hunter Valley - Locul I
- 1986 school boys State Championships - Locul I
- 1987 Dubbo Classic men's open - Locul III
- 1988 NSW state - Locul I
- 1989 NSW state Titles - Locul I
- 1989 WPF Mr. Australia - Locul I
- 1989 AAU Mr. Universe - Locul II
- 1989 NSW Hunter Valley Couples - Locul I
- 1989 IFBB Australian Championships - Locul I
- 1990 IFBB Australian Championships - Locul I
- 1990 IFBB World Amateur Championships, Lightweight - Locul IV
- 1993 IFBB Niagara Falls Pro Invitational - Locul IX
- 1994 IFBB Arnold Schwarzenegger Classic - Locul VII
- 1994 IFBB Ironman Pro Invitational - Locul IV
- 1994 IFBB Night of Champions - Locul XII
- 1994 IFBB San Jose Pro Invitational - Locul VII
- 1995 IFBB Arnold Schwarzenegger Classic - Locul IX
- 1995 IFBB Florida Pro Invitational - Locul IV
- 1995 IFBB Ironman Pro Invitational - Locul III
- 1995 IFBB South Beach Pro Invitational - Locul IV
- 1996 IFBB Ironman Pro Invitational - Locul IV
- 1996 IFBB San Jose Pro Invitational - Locul VI
- 1997 IFBB Arnold Schwarzenegger Classic - Locul VII
- 1997 IFBB Grand Prix Czech Republic - Locul V
- 1997 IFBB Grand Prix England - Locul VI
- 1997 IFBB Grand Prix Finland - Locul IX
- 1997 IFBB Grand Prix Germany - Locul III
- 1997 IFBB Grand Prix Hungary - Locul III
- 1997 IFBB Grand Prix Russia - Locul IX
- 1997 IFBB Grand Prix Spain - Locul III
- 1997 IFBB Ironman Pro Invitational - Locul II
- 1997 IFBB Mr. Olympia - Locul VI
- 1998 IFBB Mr. Olympia - Locul VII
- 1999 IFBB Iron Man Pro Invitational - Locul VI
- 1999 IFBB Mr. Olympia - Locul VIII
- 2000 IFBB Night of Champions - Locul V
- 2000 IFBB Mr. Olympia - Locul VI
- 2001 IFBB Ironman Pro Invitational - Locul VII
- 2002 IFBB Ironman Pro Invitational - Locul II
- 2002 IFBB Arnold Schwarzenegger Classic - Locul IV
- 2002 IFBB San Francisco Pro Invitational - Locul I
- 2002 IFBB Mr. Olympia - Locul VI
- 2003 IFBB Mr. Olympia - Locul XV
- 2004 IFBB Ironman Pro - Locul II
- 2004 IFBB San Francisco Pro Invitational - Locul II
- 2005 IFBB Grand Prix Australia - Locul I
- 2005 IFBB Arnold Classic - Locul IV
- 2005 IFBB Iron Man Pro Invitational - Locul II
- 2006 IFBB Ironman Pro - Locul I
- 2006 IFBB Arnold Classic - Locul VI
- 2006 IFBB Grand Prix Australia - Locul II
- 2006 NOC New York - Locul I
- 2006 PDI Night of Champions - Locul I
- 2013 NABBA Mr. Universe - Locul I